# Паралімпійський чемпіонат світу з кульової стрільби 2019
Паралімпійський чемпіонат світу з кульової стрільби 2019 відбувся з 10 жовтня по 19 жовтня 2019 року у місті Сідней (Австралія). У змаганнях взяло участь майже 300 атлетів з 55 країн, що є рекордом за кількістю спортсменів та країн серед усіх міжнародних змагань в історії паралімпійської кульової стрільби. Україну представляли 9 атлетів, які посіли перше загальнокомандне місце. Усі 9 спортсменів національної збірної команди України здобули медалі. Українські спортсмени вибороли 18 нагород (9 золотих, 7 срібних та 2 бронзових). Друге місце посіла команда Китаю (5 золотих нагород), по 4 золота здобули команди Південної Кореї та Італії.

## Таблиця медалей
Підсумковий медальний залік.
  *   Країна-господарка ( Австралія)
| Місце               | Країна                | Золото | Срібло | Бронза | Загалом |
| ------------------- | --------------------- | ------ | ------ | ------ | ------- |
| 1                   | Україна (UKR)         | 9      | 7      | 2      | 18      |
| 2                   | КНР (CHN)             | 5      | 5      | 6      | 16      |
| 3                   | Італія (ITA)          | 4      | 3      | 4      | 11      |
| 4                   | Південна Корея (KOR)  | 4      | 3      | 0      | 7       |
| 5                   | Велика Британія (GBR) | 3      | 0      | 3      | 6       |
| Загалом (5 збірних) | Загалом (5 збірних)   | 25     | 18     | 15     | 58      |